# Tarik Filipović
Tarik Filipović (ur. 11 marca 1972 w Zenicy) – bośniacki aktor, prezenter telewizyjny, mieszkający i pracujący w stolicy Chorwacji, Zagrzebiu.
Ma na swoim koncie ponad 800 ról w przedstawieniach teatralnych i telewizyjnych. Zadebiutował w 1985 roku.
W latach 2002–2010 Filipović prowadził program Tko želi biti milijunaš?, chorwacką edycję lokalną "Milionerów". W 2019 został prowadzącym kolejnej serii tego programu.

## Filmografia
- 1 protiv 100 (1 vs. 100) (TV Series) (2008)
- Go West (2005)
- Dva igrača s klupe (2005)
- Bitange i princeze (TV Series) (2005)
- Duga mračna noć (TV Series) (2005)
- Dobro uštimani mrtvaci (2005)
- Duga mračna noć (2004)
- Leti leti (2004)
- Svjedoci (2003)
- 24 sata (2002)
- Tko želi biti milijunaš? (TV Series) (2002)
- Behind Enemy Lines (2001)
- Polagana predaja (2001)
- Naši i vaši (TV Series) (2000)
- Agonija (1998)
- Isprani (1995)
- Cijena života (1994)
- Okus limuna (1993)